# ZALA 421-16EM
ZALA 421-16EM est un véhicule aérien sans pilote à moyenne portée. Produit par la société ZALA AERO GROUP. Conçu pour une surveillance de haute qualité des risques d'inondation et d'incendie, des oléoducs et gazoducs, de la sécurité, de la recherche et de la détection d'objets et de personnes, alertant la population en cas d'urgence. Le drone est efficace pour effectuer des photographies aériennes pour des travaux géologiques et cartographiques ainsi pour l'enregistrement aérien d'animaux. Le Zala 421-16-EM est une évolution du drone Zala 421-16E. Dévoilé au public en 2012.

## Description
Zala-421-16EM est une modernisation de ZALA 421-16E et diffère de son prédécesseur par un certain nombre d'améliorations majeures tant en termes d'aérodynamique de l'aile que d'amélioration de la charge utile cible. Son principal avantage réside dans des dimensions réduites tout en conservant des caractéristiques de haute performance.
L'avion sans pilote est construit sur le principe de "l'aile volante", mais a un fuselage complet en l'absence d'empennage. Une des grosses améliorations a été l'installation des poignées sur le corps du drone qui permet un meilleur prise en main lors du lancement, la deuxième grosse amélioration a été la possibilité de faire décoller le drone avec une catapulte élastique et non pneumatique ce qui augmente grandement la fiabilité et la rapidité. L'atterrissage de l'avion s'effectue avec un parachute et un coussin amortisseur à remplissage automatique. Si nécessaire, un aéronef sans pilote est équipé d'un dispositif supplémentaire qui permet, si l'appareil atterrit sur l'eau, de rester dessus pendant au moins cinq minutes. Le drone a été testé pour être lancé depuis une catapulte installée sur un navire.

## Caractéristiques techniques
- Portée du canal vidéo/radio : 25 km / 50 km
- Décollage : Catapulte élastique, pneumatique ou lancement manuel
- Atterrissage : Parachute / filet
- Vitesse : 65-100 km/h
- Charge utile : jusqu'à 1 kg
- Navigation : Navigation inertielle avec correction GPS/GLONASS, télémètre radio
- Plage de température de fonctionnement -30 °C…+40 °C

## Liens
- Un drone a été testé à Lensk pour surveiller la situation des inondations sur la rivière
- Avant l'inondation en Yakoutie, les sauveteurs ont testé un drone pour la première fois
- Des drones patrouillent dans la république
- UAV ZALA 421-16EM Site du fabricant ZALA AERO GROUP